# Parafia św. Jadwigi Królowej w Pilchowie
Parafia św.Jadwigi Królowej w Pilchowie – parafia należąca do dekanatu pysznickiego w diecezji sandomierskiej. Erygowana w 1992. Jej proboszczem jest ks. kanonik mgr Krzysztof Guźla Parafia posiada akta parafialne od połowy XIX wieku przejęte od macierzystej parafii Rozwadów-Fara.